# Areta Ćurković
Areta Ćurković (Đakovo, 3. ožujka 1973.) je hrvatska kazališna, televizijska i filmska glumica.

## Filmografija

### Televizijske uloge
- "Mrkomir Prvi" kao Prčislava (2023.)
- "Šutnja" kao susjeda Mila (2021.)
- "Minus i plus" kao Nela (2021.)
- "Pogrešan čovjek" kao sestra Darinka (2018. – 2019.)
- "Lud, zbunjen, normalan" kao Kaća (2016.)
- "Crno-bijeli svijet" kao sekretarica (2016.)
- "Stipe u gostima" kao Jagoda (2012. – 2014.)
- "Provodi i sprovodi" kao Anđela Paraćin (2011.)
- "Moja 3 zida" kao Areta (2009.)
- "Odmori se, zaslužio si" kao Anita (2008. – 2013.)

### Filmske uloge
- "Žena s gumenim rukavicama" kao Mirna (2023.)
- "Ostrižena" (kratki film) kao Zorica (2023.)
- "Niska trava" (kratki film) kao ujna (2023.)
- "Dnevnik Pauline P." kao vozačica tramvaja (2023.)
- "Nosila je rubac črleni" kao Dragica (2022.)
- "Divljaci" kao prodavačica (2022.)
- "Po tamburi" kao časna sestra Agata (2021.)
- "Dnevnik Diane Budisavljević" kao Dragica Habazin (2019.)
- "Duboki rezovi" kao Rosa (segment "Trešnje") (2018.)
- "Sve najbolje" kao blagajnica (2016.)
- "Most na kraju svijeta" (2014.)
- "Sretni završeci" kao Ankica (2014.)
- "Takva su pravila" kao trafikantica (2014.)
- "Majstori" kao Keka (2013.)
- "Dadilja" (kratki film) (2012.)
- "Grand Prix" (kratki film) (2009.)
- "Kino Lika" kao Olga (2008.)

## Vanjske poveznice
- Areta Ćurković u internetskoj bazi filmova IMDb-u (engl.)